# Retrato de fray Hortensio Félix Paravicino
El Retrato de fray Hortensio Félix Paravicino es un retrato pictórico, obra del Greco, realizado en 1609. Compone el número 153 en el catálogo razonado realizado por el profesor e historiador del arte Harold Wethey, especialista en la obra del Greco. 

## El personaje
Hortensio Félix Paravicino (1580-1633) fue un fraile de la orden Trinitaria, predicador y poeta del Siglo de Oro español, íntimo amigo del Greco. El año 1641 se publicó póstumamente una obra suya, en la cual aparecían cuatro sonetos dedicados al Greco. Uno de ellos se titulaba "Al mismo Griego, en un Retrato que hizo del Autor", donde con toda probabilidad se refiere a este retrato. En ocasión de la muerte del pintor, le dedicó un poema, incluyendo la famosa frase: "Creta le dio la vida y los pinceles/Toledo mejor patria donde empieza/a lograr con la muerte eternidades".

## Análisis de la obra

### Datos técnicos y registrales
- Museo de Bellas Artes de Boston. Número de catálogo: 04.234;
- Pintura al óleo sobre lienzo;
- Dimensiones: 112.1 x 86.1 cm;[3]
- Datación: 1609;
- Firmado con pequeñas letras griegas en cursiva, en el borde derecho del lienzo, cerca del libro: δομήνικος θεοτοκóπουλος ε'ποíει;[4]
- Catalogado por Harold Wethey con el número 153, y por Tiziana Frati con el 110-a.[5]

### Descripción de la obra
En uno de los poemas del año 1641, Fray Hortensio Félix Paravicino, relaciona su propio retrato pictórico a la edad de 29 años, por lo cual esta obra se puede datar en 1609. Según Gregorio Marañón, el Greco volvió a representarlo en el Retrato de un monje trinitario.
En el presente lienzo, el Greco demuestra el gran aprecio que sentía por su amigo, quien, al verse en el cuadro, manifestó que dudaba dónde viviría su alma, si en su cuerpo o en esta pintura. Este es uno de los retratos más famosos del pintor y, según Wethey, puede colocarse a la misma altura que el Retrato del cardenal Fernando Niño de Guevara, una de las obras maestras del Greco.
La composición prescinde de marcados efectos de luz. El personaje está representado casi de cuerpo entero, sentado en un sillón de madera con respaldo de cuero negro azulado. Viste el hábito de su orden religiosa: blanco y negro, con una cruz azul y roja. La tensión interna de su rostro y la inteligencia de sus ojos contrastan con la laxitud de su postura. En su mano izquierda tiene dos libros: uno más bien pequeño y, debajo de él, un gran misal, que descansa sobre el regazo del personaje y el apoyabrazos izquierdo del asiento. La figura está construida con una pasta muy leve y pinceladas fuertes y rápidas, recortándose sobre un fondo ocre grisáceo, detrás del cual se transparenta la imprimación rojiza, típica de última etapa del Greco, y que armoniza todas las tonalidades.

## Procedencia
1. Joaquín Ponce de León y Lencastre, VII duque de Arcos, Madrid (1724).
2. ca.1900, Javier de Muguiro y Muguiro (Madrid).
3. Vendido por Muguiro, a la Isaac Sweester Foundation.[11]
4. Legado al Museo de Bellas Artes (Boston) MFA por $17,166. (Fecha de acceso: 1 de mayo de 1904).

Antonio Palomino menciona este retrato en la colección del Duque de Arcos, en su Museo Pictórico, y Escala óptica, vol. 2, Práctica de la Pintura (Madrid, 1724), p. 287.